# گوتوو (روستوک)
گوتوو (به آلمانی: Gutow) یک شهر در آلمان است که در Rostock District واقع شده‌است. گوتوو ۱٬۰۷۳ نفر جمعیت دارد.